# Stewart SF02
O Stewart SF02 foi o modelo usado pela equipe Stewart na temporada de 1998 da Fórmula 1, sendo guiado por Rubens Barrichello, Jan Magnussen e Jos Verstappen.
Foi este o segundo modelo fabricado pela equipe, não fez grandes resultados, mas conseguiu uma temporada estável. Este modelo está guardado no museu de exibições do Indianapolis Motor Speedway.